# HD182490
HD182490 — хімічно пекулярна зоря спектрального класу A2, що має видиму зоряну величину в смузі V приблизно  6,3.
Вона  розташована на відстані близько 355,3 світлових років від Сонця.

## Фізичні характеристики
Зоря HD182490 обертається 
порівняно повільно 
навколо своєї осі. Проєкція її екваторіальної швидкості на промінь зору становить  Vsin(i)= 44км/сек.